# Пливање на Летњим олимпијским играма 2024 — 4×100 м мешовито микс
Трке штафета на 4×100 метара мешовитим стилом у микс конкуренцији на Летњим олимпијским играма 2024. одржале су се 2. августа (квалификације) и 3. августа (финале) на базену Дефанс арене у Паризу. Ова трка је тако тек по 2. пут била део званичног олимпијског програма од њеног званичног дебија на ЛОИ 2020. у Токију. 
За трке у овој дисциплини било је пријављено 16 штафета из исто толико земаља, за које су пливала укупно 82 такмичара.
Златну медаљу је освојила штафета Сједињених Држава, чији такмичари су у финали испливали нови светски рекорд у овој дисциплини, 3:37.43 минута. За амерички тим у финалу су пливали Рајан Марфи, Ник Финк, Гречен Волш и Тори Хаск. Сребро је припало штафети Кине, док је бронзану медаљу освојила Аустралија. 

## Освајачи медаља
| | Резултат   | | Резултат | | Резултат |
| |            | |          | |          |
| Сједињене Америчке ДржавеРајан Марфи (52.08) · Ник Финк (58.29) · Гречен Волш (55.18) · Тори Хаск (51.88) · Реган Смит · Чарли Свонсон · Кајлеб Дресел · Аби Вајцел | 3:37.43 СР | КинаСју Ђају (52.13) · Ћин Хајанг (57.82) · Џанг Јуфеј (55.64) · Јанг Ђуенсјуен (51.96) · Танг Ћентинг · Пан Џанле | 3:37.55  | АустралијаКајли Макион (57.90) · Џошуа Јонг (58.43) · Метју Темпл (50.42) · Моли Окалахан (52.01) · Јона Андерсон · Зак Стаблети Кук · Ема Макион · Кајл Чалмерс | 3:38.76  |

## Званични рекорди
Пре почетка такмичења, званични рекорди у овој дисциплини су били следећи:
|                      | Име              | Резултат | Место         | Датум         |
| -------------------- | ---------------- | -------- | ------------- | ------------- |
| Светски рекорд СР    | Велика Битанија  | 3:37.58  | Токио (Јапан) | 31. јул 2021. |
| Олимпијски рекорд ОР | Велика Британија | 3:37.58  | Токио (Јапан) | 31. јул 2021. |

Током трајања такмичења постигнути су следечи рекорди:
| Даум      | Трка   | Пливачи                                                                    | Репрезентација            | Резултат | Рекорд |
| --------- | ------ | -------------------------------------------------------------------------- | ------------------------- | -------- | ------ |
| 3. август | Финале | Рајан Марфи (52.08) Ник Финк (58.29) Гречен Волш (55.18) Тори Хаск (51.88) | Сједињене Америчке Државе | 3:37.43  | СР ОР  |

## Квалификационе норме
Код штафетних трка директан пласман на Игре у Паризу оствариле су по три првопласиране штафете са Светског првенства 2023. у Фукуоки, док је преосталих 13 учесника одређено на основу комбиноване ранг-листе базиране на резултатима постигнутим током 2023. и 2024. године.

## Резултати квалификација
Квалификационе трке у дисциплини 4×100 метара мешовито у микс конкуренцији су пливане 2. августа у јутарњем делу програма, са почетком од 12.03 часова по локалном времену (UTC+2). Пливало се у две квалификационе групе, а пласман у финале је остварило 8 штафета са најбољим резултатима.
| Пласман | Трка | Стаза | НОК                       | Пливачи | Резултат | Нап   |
| ------- | ---- | ----- | ------------------------- | --- | -------- | ----- |
| 1.      | 2    | 5     | Сједињене Америчке Државе | Реган Смит (57.87) Чарли Свонсон (59.65) Кајлеб Дресел (50.10) Аби Вајцел (53.36)                            | 3:40.98  | КВ    |
| 2.      | 1    | 4     | Аустралија                | Јона Андерсон (58.81) Зак Стаблети Кук (59.68) Ема Макеон (55.86) Кајл Чалмерс (47.07)                       | 3:41.42  | КВ    |
| 3.      | 2    | 4     | Кина                      | Сју Ђају (53.16) Танг Ћентинг (1:05.44) Џанг Јуфеј (56.59) Пан Џанле (47.07)                                 | 3:42.26  | КВ    |
| 4.      | 1    | 5     | Холандија                 | Кај ван Вестеринг (54.25) Каспар Корбеау (59.28) Теса Гиле (57.81) Марит Стенберген (52.26)                  | 3:43.60  | КВ    |
| 5.      | 2    | 3     | Уједињено Краљевство      | Кејтлин Досон (1:00.18) Џејмс Вилби (59.35) Џо Личфилд (51.37) Ана Хопкин (52.83)                            | 3:43.73  | КВ    |
| 6.      | 1    | 3     | Канада                    | Блејк Тирни (53.81) Аполо Хес (1:00.46) Маргарет Мак Нил (56.14) Тејлор Рак (53.46)                          | 3:43.87  | КВ    |
| 7.      | 2    | 7     | Француска                 | Јоан Ндој Бруар (52.48) Антоан Викера (59.91) Лилу Ресенкур (58.55) Мари Вател (53.05)                       | 3:43.99  | КВ НР |
| 8.      | 2    | 6     | Јапан                     | Рику Мацујама (54.83) Таку Танигучи (59.69) Мизуки Хирај (56.52) Рикако Ике (53.21)                          | 3:44.25  | КВ    |
| 9.      | 1    | 6     | Немачка                   | Оле Брауншвајг (54.05) Мелвин Имоуду (59.33) Ангелина Келер (56.60) Нина Холт (54.77)                        | 3:44.75  |       |
| 10.     | 2    | 8     | Израел                    | Анастасија Горбенко (59.91) Рон Полонски (59.56) Гал Коен Груми (50.84) Андреа Мурез (55.02)                 | 3:45.33  |       |
| 11.     | 1    | 7     | Италија                   | Микеле Ламберти (54.42) Николо Мартиненги (59.02) Констанца Кокончели (58.47) Софија Морини (53.89)          | 3:45.80  |       |
| 12.     | 2    | 2     | Шведска                   | Хана Росвал (1:00.17) Ерик Персон (59.95) Сара Јуневик (57.22) Робин Хансон (48.81)                          | 3:46.15  |       |
| 13.     | 2    | 1     | Грчка                     | Апостолос Христу (52.83) Евангелос Думас (1:00.34) Ана Дундунаки (57.85) Теодора Драку (55.38)               | 3:46.40  |       |
| 14.     | 1    | 2     | Пољска                    | Кацпер Стоковски (54.10) Доминика Штандера (1:07.92) Адријан Јаскијевич (51.87) Корнелија Фједкјевич (54.30) | 3:48.19  |       |
| 15.     | 1    | 1     | Јужна Кореја              | Ли Еунђи (1:01.56) Чои Донгјеол (59.99) Ким Џихун (52.70) Хур Јеонкјунг (54.53)                              | 3:48.78  |       |
| 16.     | 1    | 8     | Бразил                    | Гиљерме Басето (54.32) Габриеле Ронкто (1:16.74) Николас Албијеро (52.27) Стефани Балдуксини (53.94)         | 3:57.27  |       |

## Резултати финала
Финална трка је пливана 3. августа у вечерњем делу програма, са почетком од 21.58 часова по локалном времену.
| Пласман | Стаза | НОК                       | Пливачи                                                                                       | Резултат |    |
| ------- | ----- | ------------------------- | --------------------------------------------------------------------------------------------- | -------- | -- |
|         | 4     | Сједињене Америчке Државе | Рајан Марфи (52.08) Ник Финк (58.29) Гречен Волш (55.18) Тори Хаск (51.88)                    | 3:37.43  | СР |
| 2       | 3     | Кина                      | Сју Ђају (52.13) Ћин Хајанг (57.82) Џанг Јуфеј (55.64) Јанг Ђуенсјуен (51.96)                 | 3:37.55  | KР |
| 3       | 5     | Аустралија                | Кајли Макион (57.90) Џошуа Јонг (58.43) Метју Темпл (50.42) Моли Окалахан (52.01)             | 3:38.76  | KР |
| 4.      | 1     | Француска                 | Јоан Ндој Бруар (52.80) Леон Маршан (58.66) Мари Вател (56.44) Берил Гасталдело (53.06)       | 3:40.96  | НР |
| 5.      | 7     | Канада                    | Кајли Мас (58.67) Финлеј Нокс (59.64) Џошуа Лијендо (50.08) Маргарет Мак Нил (53.02)          | 3:41.41  |    |
| 6.      | 6     | Холандија                 | Кира Таусајнт (1:00.50) Каспар Корбеау (59.04) Нилс Корстање (51.19) Марит Стенберген (52.39) | 3:43.12  |    |
| 7.      | 2     | Уједињено Краљевство      | Кејтлин Досон (1:00.68) Џејмс Вилби (59.00) Данкан Скот (51.61) Ана Хопкин (53.02)            | 3:44.31  |    |
| 8.      | 8     | Јапан                     | Рику Мацујама (55.00) Таку Танигучи (1:00.48) Мизуки Хирај (56.46) Рикако Ике (53.23)         | 3:45.17  |    |